# Pimpla sanguinipes
Pimpla sanguinipes là một loài tò vò trong họ Ichneumonidae.